# 弗洛雷斯
弗洛雷斯（西班牙語：Flores）可以指：

## 人名
- 基克·桑切斯·弗洛雷斯（西班牙語：Enrique "Quique" Sánchez Flores，1965年2月5日－），退役的前西班牙足球運動員。
- 維南西奧·弗洛雷斯（西班牙語：Venancio Flores Barrios ，1808年5月18日－1868年2月19日），烏拉圭政治和軍事人物。
- 胡安·何塞·弗洛雷斯（西班牙語：Juan José Flores y Aramburu，1800年7月19日－1864年10月1日) ，厄瓜多爾共和國的創始人和第一任總統。
- 路易斯·弗洛雷斯 (足球运动员)（西班牙語：Luis Flores，1961年7月18日－），墨西哥男子足球运动员，司职前锋。
- 路易斯·弗洛雷斯 (篮球运动员)（西班牙語：Luis Alberto Flores，1981年4月11日－），多米尼加職業籃球運動員。
- 罗尼·弗洛雷斯（西班牙語：Rony Flores，1984年9月28日－），洪都拉斯足球運動員。
- 弗朗西斯科·弗洛雷斯（西班牙語：Francisco Guillermo Flores Pérez，1959年10月17日－2016年1月30日），薩爾瓦多總統。
- 马科斯·弗洛雷斯 (西班牙語：Marcos Flores)，阿根廷足球运动员。
- 罗拉·弗洛雷斯（西班牙語：Lola Flores，1923年1月21日－1995年5月16日），德国男子马术运动员。
- 卡洛斯·罗伯托·弗洛雷斯（西班牙语：Carlos Roberto Flores Facussé，1950年3月10日－），洪都拉斯政治家。
- 亞歷克西斯·弗洛雷斯（西班牙语：Alexis Flores，1975年7月18日－），FBI 的十大通緝犯之一。
- 阿尔弗雷多·冈萨雷斯·弗洛雷斯（西班牙语：Alfredo González Flores，1877年6月15日－1962年12月28日），哥斯达黎加律师。

|  | 本页或本分段罗列了姓氏为「K」的人物。 如果是一个指代特定个人的内链将您引导到本页，請考慮修正該人物的名字以將链接指向正確的條目。 |